# Đại học Sư phạm Quốc gia Moskva
Đại học Sư phạm Quốc gia Moskva (tiếng Nga: Московский Педагогический Государственный Университет (МПГУ), tiếng Anh: Moscow State Pedagogical University (MSPU)), thành lập năm 1872, là một cơ sở giáo dục và khoa học lớn tại Moskva, Liên bang Nga, bao gồm 8 viện, 4 khoa, và 1 phân viện tại Novosibirsk. Năm 2009, Đại học Sư phạm Quốc gia Moskva được Tổng thống trao tặng danh hiệu Đối tượng đặc biệt giá trị trong di sản văn hóa các dân tộc Liên bang Nga (Государственный свод особо ценных объектов культурного наследия народов Российской Федерации).

## Lịch sử

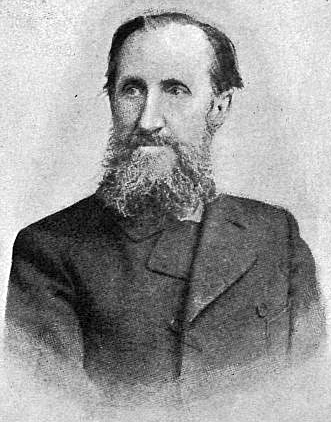
Vladimir Guerrier - người sáng lập trường

Tiền thân của Đại học Sư phạm Quốc gia Moskva là Trường nữ cao đẳng (tiếng Nga: Высшие женские курсы), được thành lập vào ngày 1/11/1872 trên phố Volkhonka bởi nhà sử học và hoạt động xã hội Vladimir Ivanovich Guerrier - giáo sư Đại học Tổng hợp Moskva. Trường của Guerrier trở thành trường cao đẳng đầu tiên dành cho nữ sinh vào thời điểm đó, với hai khoa là khoa Lịch sử - Triết học và khoa Vật lý - Toán học, mỗi khóa học kéo dài 2-3 năm. Trong khoảng thời gian từ 1872 - 1886, đã có 1232 nữ sinh được nhận vào học riêng tại Moskva. Từ năm 1886, trường ngừng nhận sinh viên.
Năm 1901, trường được đổi tên thành Trường nữ cao đẳng Moskva (tiếng Nga: Московские высшие женские курсы). Năm 1906, khoa Y được thành lập (tiền thân của Đại học Nghiên cứu Y khoa Quốc gia Moskva mang tên N.I. Pirogov). Từ năm 1907-1908, khuôn viên đầu tiên của trường được xây dựng trên phố Malaya Tsaritsynskaya (nay là phố Malaya Pirogovskaya). Trong giai đoạn từ 1900-1913, số sinh viên từ 223 lên 7155 người, giúp trường trở thành một trong những cơ sở đào tạo đại học lớn nhất của đế quốc Nga. Tới năm 1918, trường có 8300 sinh viên, số lượng chỉ kém Đại học Tổng hợp Moskva.
Ngày 16/10/1918, trường được đổi tên thành Đại học Tổng hợp Moskva II (tiếng Nga: Второй Московский государственный университет (2-й МГУ)), bắt đầu nhận cả sinh viên nam. Tới năm 1921, trường mở khoa Sư phạm. Năm 1926, trường mở thêm khoa Văn học và Ngôn ngữ Yiddish.
Năm 1930, Đại học Tổng hợp Moskva II được tách ra làm 3 trường đại học riêng:
- Trường Đại học Y khoa Quốc gia Moskva II (nay là Đại học Nghiên cứu Y khoa Quốc gia Moskva mang tên N.I. Pirogov, trên cơ sở khoa Y)
- Trường Đại học Công nghệ Siêu vi hóa Quốc gia Moskva (nay là Đại học Công nghệ Siêu vi hóa Quốc gia Moskva, trên cơ sở khoa Hóa học)
- Trường Đại học Sư phạm Quốc gia Moskva mang tên A.S. Bubnov (tiếng Nga: Московский государственный педагогический институт им. А. С. Бубнова, trên cơ sở khoa Sư phạm), là trường sư phạm đầu tiên tại Liên bang Xô viết

Tới năm 1934, trường có 7 khoa: khoa Lịch sử, khoa Văn học và Ngôn ngữ Nga, khoa Vật lý - Toán học, khoa Lịch sử Tự nhiên, khoa Địa lý, khoa Sư phạm Khuyết tật, và khoa Sư phạm. Từ năm 1941, trường được đổi tên thành Trường Đại học Sư phạm Quốc gia Moskva mang tên V.I. Lenin (tiếng Nga: Московский государственный педагогический институт им. В. И. Ленина).
Cuối thập niên 1950, trường trở thành trường dẫn đầu trong công tác đào tạo giáo viên trẻ. Năm 1960, Trường Đại học Sư phạm Quốc gia Moskva mang tên V.I. Lenin được hợp nhất với Trường Đại học Sư phạm Moskva mang tên V.P. Potyomkin, giữ nguyên tên cũ. Năm 1967, trường nhận Huân chương Cờ đỏ Lao động. Năm 1972, trường nhận Huân chương Lenin.
Ngày 1/8/1990, Trường Đại học Sư phạm Quốc gia Moskva mang tên V.I. Lenin được chuyển thành đại học sư phạm tổng hợp đầu tiên trên thế giới. Tên đầy đủ của trường là Cơ sở giáo dục bậc cao "Đại học Sư phạm Quốc gia Moskva" thuộc nhà nước liên bang (tiếng Nga: Федеральное государственное бюджетное образовательное учреждение высшего профессионального образования «Московский педагогический государственный университет»). Năm 2009, Đại học Sư phạm Quốc gia Moskva được Tổng thống trao tặng danh hiệu Đối tượng đặc biệt giá trị trong di sản văn hóa các dân tộc Liên bang Nga. Đầu năm 2015, Đại học Sư phạm Quốc gia Moskva và Đại học Nhân văn Quốc gia Moskva mang tên M.A. Sholokhov được Bộ Giáo dục Nga chấp thuận đề nghị sáp nhập.

## Hệ thống đào tạo
Trong khuôn khổ Đại học Sư phạm Quốc gia Moskva có các viện và khoa sau:
- Khoa Địa lý
- Viện Sinh học và Hóa học: bao gồm khoa Hóa-Sinh và khoa Hóa học
- Viện Tuổi thơ: bao gồm khoa Giáo dục Tiểu học và khoa Sư phạm Khuyết tật
- Viện Nghệ thuật: bao gồm khoa Mỹ thuật và khoa Âm nhạc
- Viện Lịch sử và Chính trị
- Viện Giáo dục Xã hội - Nhân văn
- Viện Vật lý, Kỹ thuật và Hệ thống thông tin
- Viện Giáo dục Thể chất, Thể thao và Sức khỏe
- Viện Ngữ văn và Ngoại ngữ: bao gồm khoa Ngữ văn, khoa Ngoại ngữ, và khoa Ngữ văn Slav và Tây Âu
- Khoa Toán học
- Khoa Sư phạm Mầm non và Tâm lý học
- Khoa Sư phạm và Tâm lý học

Nhà xuất bản Prometei tại Moskva trực thuộc Đại học Sư phạm Quốc gia Moskva.

## Khuôn viên đại học
xxxxnhỏ|Khuôn viên chính tại phố Malaya Pirogovskaya]]

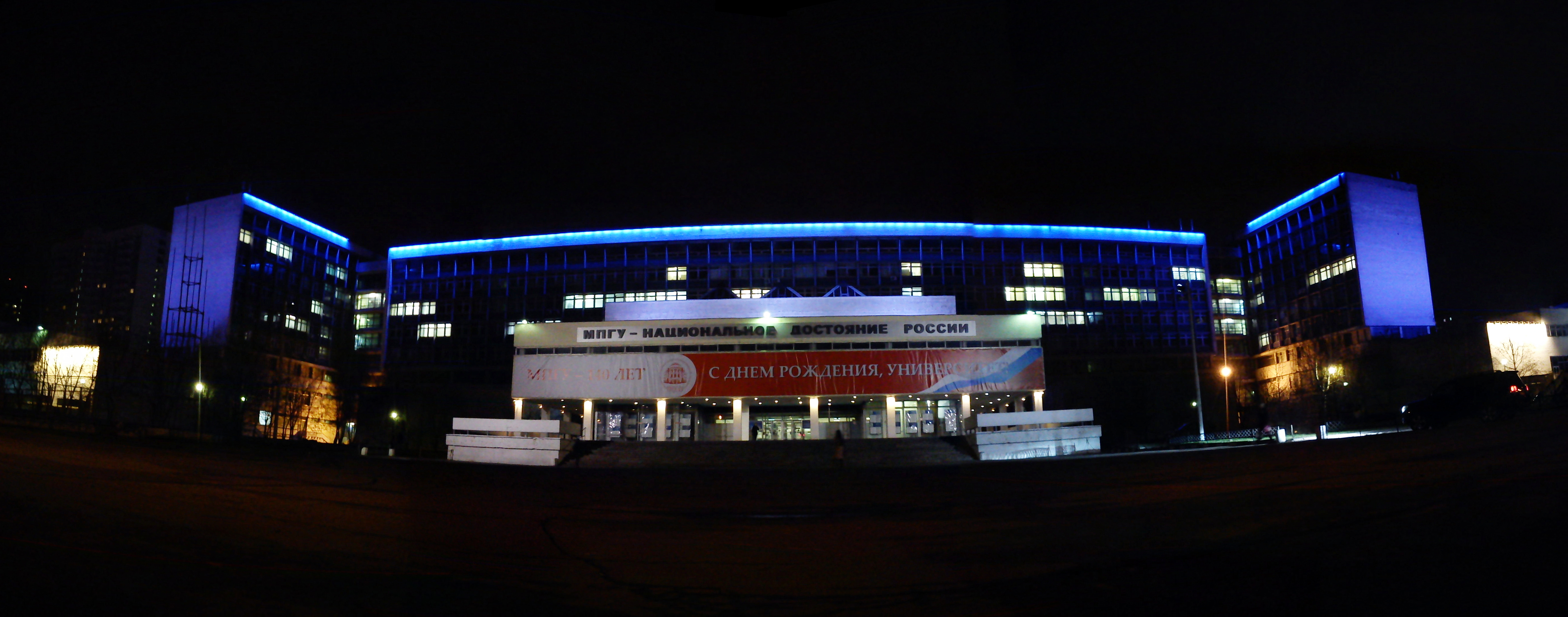
Khuôn viên của các khoa Nhân văn trên đại lộ Vernadsky

Khuôn viên chính của Đại học Sư phạm Quốc gia Moskva nằm tại số 1/1, phố Malaya Pirogovskaya, được hoàn thành xây dựng vào năm 1913. Hiện nay tòa nhà này là trụ sở của khoa Ngữ văn, Ban Giám hiệu và các phòng ban trung tâm khác của trường.
Khuôn viên dành cho các khoa Khoa học Xã hội và Nhân văn nằm tại địa chỉ số 88 đại lộ Vernadsky ở phía tây nam Moskva. Tòa nhà hoàn thành việc xây dựng vào cuối thập niên 1970, bắt đầu mở cửa vào năm 1990. Tại đây có các viện và khoa sau: Viện Tuổi thơ, Viện Ngữ văn và Ngoại ngữ, Viện Giáo dục Xã hội - Nhân văn, Viện Giáo dục Thể chất, Thể thao và Sức khỏe, Khoa Lịch sử.
Khuôn viên cổ nhất của Đại học Sư phạm Quốc gia Moskva được xây dựng vào năm 1798 tại số 3 ngõ Nesvizhky, giờ là tòa nhà của khoa Hóa học.

### Ký túc xá
Đại học Sư phạm Quốc gia Moskva có 6 ký túc xá ở nhiều địa điểm khác nhau trong thành phố. Các ký túc xá số 1-2-3 nằm tại địa chỉ 88/1-2-3, đại lộ Vernadsky, phía sau Khuôn viên dành cho các khoa Khoa học Xã hội và Nhân văn. Nằm trên phố Kosmonavtov là ký túc xá số 4 (số nhà 13) và số 5 (số nhà 9). Ký túc xá số 6 nằm tại số nhà 25, phố Klara Tsetkin.

## Giáo viên và cựu sinh viên nổi bật

### Giáo viên
- Viktor Idzio, nhà sử học
- Otto Schmidt, nhà thiên văn học
- Eduard Shpolsky, nhà vật lý học
- Igor Tamm, nhận giải Nobel về Vật lý năm 1958[4]
- Alexander Tubelsky, nhà sử học

### Cựu sinh viên
- Veronika Dolina, nhạc sĩ
- Nikolay Glazkov, thi sĩ
- Raisa Gorbachova, vợ của Mikhail Gorbachev[5]
- Vadim G. Gratshev, nhà nghiên cứu côn trùng
- Yuliy Kim, tác giả
- Albert Muchnik, nhà toán học
- Roman Personov, nhà vật lý học
- Lev Razgon, nhà văn
- Alexey Venediktov, nhà báo
- Yuri Vizbor, diễn viên/nhà thơ
- Dmitry Vodennikov, tác giả
- Lydia Pasternak Slater, nhà hóa học/nhà thơ/dịch giả
- Stanislava Maslenikova, ca sĩ opera